# Tjebysjovpolynom

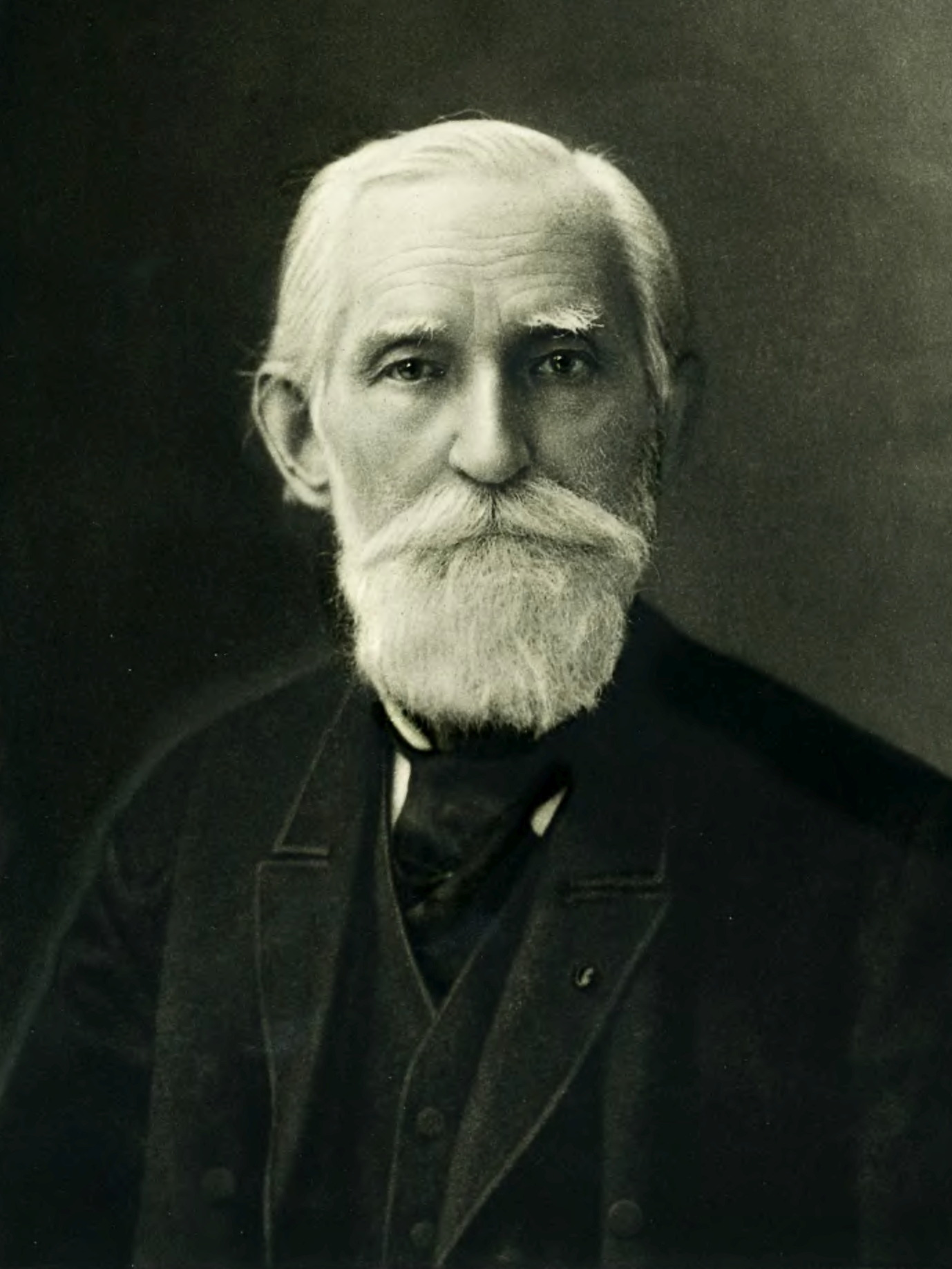
Pafnutij Tjebysjov (1821-1894).

Tjebysjovpolynomen är en serie ortogonala polynom uppkallade efter Pafnutij Tjebysjov.

## Definition
Tjebysjovpolynomen av första ordningen definieras med hjälp av differensekvationen
{\displaystyle {\begin{aligned}T_{0}(x)&=1\\T_{1}(x)&=x\\T_{n+1}(x)&=2xT_{n}(x)-T_{n-1}(x).\end{aligned}}.}
De kan även definieras  trigonometriskt som
{\displaystyle T_{n}(x)=\cos(n\arccos x)=\cosh(n\,\mathrm {arccosh} \,x)\,\!.}
Deras genererande funktion är
{\displaystyle \sum _{n=0}^{\infty }T_{n}(x)t^{n}={\frac {1-tx}{1-2tx+t^{2}}}.\,\!}
Den exponentiella genererande funktionen är
{\displaystyle \sum _{n=0}^{\infty }T_{n}(x){\frac {t^{n}}{n!}}={\tfrac {1}{2}}\left(e^{(x-{\sqrt {x^{2}-1}})t}+e^{(x+{\sqrt {x^{2}-1}})t}\right).\,\!}
En annan genererande funktion är
{\displaystyle \sum \limits _{n=1}^{\infty }T_{n}\left(x\right){\frac {t^{n}}{n}}=\ln {\frac {1}{\sqrt {1-2tx+t^{2}}}}.}
Tjebysjovpolynomen av andra ordningen definieras med hjälp av differensekvationen
{\displaystyle {\begin{aligned}U_{0}(x)&=1\\U_{1}(x)&=2x\\U_{n+1}(x)&=2xU_{n}(x)-U_{n-1}(x).\end{aligned}}}
Deras genererande funktion är
{\displaystyle \sum _{n=0}^{\infty }U_{n}(x)t^{n}={\frac {1}{1-2tx+t^{2}}}.\,\!}

## Egenskaper
För varje icke-negativt heltal n är Tn(x) och Un(x) polynom av grad n.  
Flera polynom, såsom Lucaspolynomen (Ln), Dicksonpolynomen (Dn) och Fibonaccipolynomen (Fn) är relaterade till Tjebysjovpolynomen.
Tjebysjovpolynomen av första ordningen satisfierar relationen
{\displaystyle T_{j}(x)T_{k}(x)={\tfrac {1}{2}}\left(T_{j+k}(x)+T_{|k-j|}(x)\right),\quad \forall j,k\geq 0\,}
En analog identitet för Tjebysjovpolynomen av andra ordningen är
{\displaystyle T_{j}(x)U_{k}(x)={\tfrac {1}{2}}\left(U_{j+k}(x)+U_{k-j}(x)\right),\quad \forall j,k.}
En formel analogisk till
{\displaystyle T_{n}\left(\cos \theta \right)=\cos(n\theta )}
är
{\displaystyle T_{2n+1}\left(\sin \theta \right)=(-1)^{n}\sin((2n+1)\theta )}.
För {\displaystyle x\neq 0} är
{\displaystyle T_{n}\left({\tfrac {1}{2}}\left[x+x^{-1}\right]\right)={\tfrac {1}{2}}\left(x^{n}+x^{-n}\right)} and
{\displaystyle x^{n}=T_{n}\left({\tfrac {1}{2}}\left[x+x^{-1}\right]\right)+{\tfrac {1}{2}}\left(x-x^{-1}\right)U_{n-1}\left({\tfrac {1}{2}}\left[x+x^{-1}\right]\right)}
som följer ur definitionen genom att låta {\displaystyle x=e^{i\theta }}.
Låt
{\displaystyle C_{n}(x)=2T_{n}\left({\frac {x}{2}}\right)}
då är 
{\displaystyle C_{n}\left(C_{m}(x)\right)=C_{m}(C_{n}(x)).}

### Ortogonalitet
{\displaystyle \int _{-1}^{1}T_{n}(x)T_{m}(x)\,{\frac {dx}{\sqrt {1-x^{2}}}}={\begin{cases}0&:n\neq m\\\pi &:n=m=0\\\pi /2&:n=m\neq 0\end{cases}}}

## Relationer mellan Tjebysjovpolynom av första och andra ordningen
Följande relationer gäller mellan Tjebysjovpolynomen av första och andra ordningen:
{\displaystyle {\tfrac {d}{dx}}\,T_{n}(x)=nU_{n-1}(x){\mbox{ , }}n=1,\ldots }
{\displaystyle T_{n}(x)={\tfrac {1}{2}}(U_{n}(x)-\,U_{n-2}(x)).}
{\displaystyle T_{n+1}(x)=xT_{n}(x)-(1-x^{2})U_{n-1}(x)\,}
{\displaystyle T_{n}(x)=U_{n}(x)-x\,U_{n-1}(x),}
{\displaystyle U_{n}(x)=2\sum _{j\,\,{\text{udda}}}^{n}T_{j}(x)}, där n är udda.
{\displaystyle U_{n}(x)=2\sum _{j\,{\text{jämnt}}}^{n}T_{j}(x)-1}, där n är jämnt.

## Explicita uttryck
Det finns ett flertal olika explicita uttryck för Tjebysjovpolynomen:
{\displaystyle T_{n}(x)={\begin{cases}\cos(n\arccos(x)),&\ |x|\leq 1\\\cosh(n\,\mathrm {arccosh} (x)),&\ x\geq 1\\(-1)^{n}\cosh(n\,\mathrm {arccosh} (-x)),&\ x\leq -1\\\end{cases}}\,\!}
{\displaystyle {\begin{aligned}T_{n}(x)&={\frac {(x-{\sqrt {x^{2}-1}})^{n}+(x+{\sqrt {x^{2}-1}})^{n}}{2}}\\&=\sum _{k=0}^{\lfloor n/2\rfloor }{\binom {n}{2k}}(x^{2}-1)^{k}x^{n-2k}\\&=x^{n}\sum _{k=0}^{\lfloor n/2\rfloor }{\binom {n}{2k}}(1-x^{-2})^{k}\\&={\tfrac {n}{2}}\sum _{k=0}^{\lfloor n/2\rfloor }(-1)^{k}{\frac {(n-k-1)!}{k!(n-2k)!}}~(2x)^{n-2k}\quad (n>0)\\&=n\sum _{k=0}^{n}(-2)^{k}{\frac {(n+k-1)!}{(n-k)!(2k)!}}(1-x)^{k}\quad (n>0)\\&=\,_{2}F_{1}\left(-n,n;{\frac {1}{2}};{\frac {1-x}{2}}\right)\\\end{aligned}}}
{\displaystyle {\begin{aligned}U_{n}(x)&={\frac {(x+{\sqrt {x^{2}-1}})^{n+1}-(x-{\sqrt {x^{2}-1}})^{n+1}}{2{\sqrt {x^{2}-1}}}}\\&=\sum _{k=0}^{\lfloor n/2\rfloor }{\binom {n+1}{2k+1}}(x^{2}-1)^{k}x^{n-2k}\\&=x^{n}\sum _{k=0}^{\lfloor n/2\rfloor }{\binom {n+1}{2k+1}}(1-x^{-2})^{k}\\&=\sum _{k=0}^{\lfloor n/2\rfloor }{\binom {2k-(n+1)}{k}}~(2x)^{n-2k}\quad (n>0)\\&=\sum _{k=0}^{\lfloor n/2\rfloor }(-1)^{k}{\binom {n-k}{k}}~(2x)^{n-2k}\quad (n>0)\\&=\sum _{k=0}^{n}(-2)^{k}{\frac {(n+k+1)!}{(n-k)!(2k+1)!}}(1-x)^{k}\quad (n>0)\\&=(n+1)\,_{2}F_{1}\left(-n,n+2;{\tfrac {3}{2}};{\tfrac {1}{2}}\left[1-x\right]\right)\end{aligned}}}
där {\displaystyle _{2}F_{1}} är hypergeometriska funktionen.

## Relation till andra funktioner
Tjebysjovpolynomen  är ett specialfall av Gegenbauerpolynomen, som igen är ett specialfall av Jacobipolynomen:
{\displaystyle T_{n}(x)={\frac {1}{n-{\frac {1}{2}} \choose n}}P_{n}^{-{\frac {1}{2}},-{\frac {1}{2}}}(x)={\frac {n}{2}}C_{n}^{0}(x)}
{\displaystyle U_{n}(x)={\frac {1}{2{n+{\frac {1}{2}} \choose n}}}P_{n}^{{\frac {1}{2}},{\frac {1}{2}}}(x)=C_{n}^{1}(x).}